# Fanciulla con cappello rosso
La Fanciulla con cappello rosso è un dipinto a olio su tavola (22,8x18 cm) attribuito a Jan Vermeer, databile tra il 1666 e il 1667 circa e conservato nella National Gallery di Washington. Sebbene sia firmato in alto a sinistra con la sigla "IVM", si è a lungo dubitato dell'autenticità dell'opera; il 17 agosto 2022, a seguito di un'indagine condotta dallo stesso museo statunitense, è stata confermata la paternità del pittore olandese.

## Storia
L'opera è nota dal 10 dicembre 1822, quando comparve all'asta della collezione Lafontaine a Parigi, attribuita a Vermeer van Delft e ceduta per 200 franchi. In seguito fu nelle raccolte del barone Atthalin a Colmar e nel 1925 fu portata a New York su commissione degli antiquari Knoedler, dove fu acquistata da Andrew W. Mellon che ne fece dono, nel 1937, alla nascente galleria americana.
Tra i generi della pittura olandese, le tronien, ovvero ritratti usati per raffigurare personaggi storici, biblici o antichizzanti, erano abbastanza frequenti, e risulta che Vermeer vi si dedicò in diverse occasioni. Nell'inventario dei beni della sua famiglia nel 1676 figurano "tronien dipinte alla moda turca" e ancora nel catalogo dell'asta Dissius (1696) si parla di tronien di sua mano ai numeri 38, 39 e 40.
Il dipinto, rispetto alle opere tipiche dell'artista, è inconsuetamente su tavola anziché su tela. Esami radiografici hanno evidenziato come l'opera sia stata dipinta su una tavoletta che presentava un ritratto virile della scuola di Rembrandt, e che si credeva composta da pigmenti non pienamente compatibili con l'epoca dell'artista olandese. Studiosi come Blanhert (1981), Larsen (1996), Arasse (2006) e altri giunsero così a formulare l'ipotesi che si trattasse di un pastiche posteriore, se non di un falso deliberato. Le medesime problematiche riguardavano un altro dipinto appartenente alla collezione del museo di Washington, la Ragazza con flauto, ritenuto un falso ottocentesco, realizzato a Parigi da una scuola di falsari specializzati in pittura olandese del Seicento. Tale ipotesi è stata contraddetta dalle recenti prove scientifiche non invasive applicate alla tela, che hanno permesso di riportarne alla luce l'autenticità.
Nonostante le perplessità, fu da sempre indubbia l'alta qualità della pittura, tanto che Arasse la considerò un «falso riuscito», in grado di suscitare una forte fascinazione nell'osservatore. L'originalità della tela è stata confermata il 17 agosto 2022, grazie a lunghe analisi, effettuate con tecniche di imaging, durante la chiusura del museo causata dal Covid-19. 
La ragazza con il cappello rosso è stato uno dei quattro dipinti analizzati dalla National Gallery in vista della mostra "Vermeer's secrets" (ottobre 2022), che, secondo Marjorie Wieseman, curatrice della NGA, ha avuto come obiettivo spiegare al grande pubblico «cosa rende un Vermeer un Vermeer».

## Descrizione e stile
Una ragazza è rappresentata a mezzo busto mentre, posta di profilo, gira lo sguardo verso lo spettatore, voltandosi in favore di luce, che spiove da destra (differentemente dal solito dell'artista con la luce da sinistra). Indossa un vistoso cappello piumato rosso, di gusto esotico, che le accende di riverberi colorati il delicato volto. Come la Ragazza con turbante sembra colta in un'istantanea, in una posa immediata e informale, con le labbra languidamente dischiuse. Indossa due orecchini di perle e un mantello azzurro al di sopra di un alto colletto bianco. Il braccio destro appare poggiato all'altezza della cornice del dipinto, sullo schienale di una sedia di cui si vedono solo le estremità con teste leonine, presenti anche in altri dipinti di Vermeer ma inconsuetamente rivolte allo spettatore, come se la figura stesse seduta su un'altra sedia non raffigurata.
Inconsueto è anche lo sfondo, né una parete bianca, né un'uniforme quinta scura, ma una sorta di arazzo, molto simile a quello della Ragazza con flauto. Nelle trame del disegno, vagamente leggibile, si trova la sigla che rimanda all'artista.
La tecnica di pittura, fatta di tocchi di luce non completamente fusi, è compatibile con alcune opere di Vermeer, mentre è assente da altre. È stato notato come la stesura piuttosto rapida e di tocco sia inconsueta per l'artista, ma, trattandosi di un'opera estremamente piccola quanto a dimensioni, i dettagli che qui appaiono sfocati e grezzi, visti alla dovuta distanza, si addolciscono come in molti altri dettagli di lavori del pittore. Anche la leggera sfocatura del primo piano, che riproduce una visione attraverso strumenti ottici come la camera oscura, è tipica dell'artista.